# Temporada de ciclones no Pacífico Sul de 2019-2020
A temporada de ciclones do Pacífico Sul de 2019-20 foi um pouco acima da média, na qual ciclones tropicais formaram-se no Oceano Pacífico Sul a leste de 160 ° E. A temporada ocorreu oficialmente de 1 de novembro de 2019 a 30 de abril de 2020, no entanto, um ciclone tropical poderia se formar a qualquer momento entre 1 de julho de 2019 e 30 de junho de 2020 e contaria para o total da temporada. A temporada começou em 22 de novembro com a formação do Ciclone Tropical Rita, que mais tarde se tornaria um ciclone tropical severo. A temporada tem sido quase média em termos de atividade, com 8 ciclones tropicais e 4 ciclones tropicais severos formando-se durante a temporada. A temporada apresentou o ciclone Harold, o primeiro ciclone tropical severo de categoria 5 na bacia desde o ciclone Gita, e um dos mais fortes desde o ciclone Winston. Durante a temporada, os ciclones tropicais são monitorados oficialmente pelo Serviço Meteorológico de Fiji (FMS), pelo Bureau de Meteorologia da Austrália (BOM) e pelo MetService da Nova Zelândia. As Forças Armadas dos Estados Unidos, por meio do Joint Typhoon Warning Center(JTWC), também monitoram a bacia e emitem avisos não oficiais para os interesses americanos. O FMS atribui um número e um sufixo F às perturbações tropicais que se formam ou se movem para a bacia, enquanto o JTWC designa ciclones tropicais significativos com um número e um sufixo P. O FMS, BoM e MetService usam a escala de intensidade do ciclone tropical australiano e estimam as velocidades do vento em um período de dez minutos, enquanto o JTWC estimou ventos sustentados em um período de 1 minuto, que são subsequentemente comparados com a escala de vento do furacão Saffir-Simpson (SSHWS)

## Previsões sazonais
| Fonte / Registo                                                           | Tropical Ciclone         | Forte Ciclone tropical | Ref            |
| ------------------------------------------------------------------------- | ------------------------ | ---------------------- | -------------- |
| Recorde alto:                                                             | 1997–98 : 16             | 1982–83 : 10           | [ 1 ]          |
| Registo baixo:                                                            | 1990–91 : 2              | 2008-09 : 0            |                |
| Média (1969-70 - 2018-19):                                                | 7,1                      | -                      | [ 2 ]          |
| NIWA outubro                                                              | 9-12                     | 4                      | [ 3 ]          |
| Serviço Meteorológico de Fiji                                             | 5-8                      | 2-4                    |                |
| Região                                                                    | Chance de acima da média | Média número           | Real atividade |
| Pacífico Sul Ocidental (142,5 ° E — 165 ° E; inclui a bacia australiana ) | 54%                      | 4                      | 3              |
| Pacífico Sul Oriental (165 ° E — 120 ° W)                                 | 41%                      | 7                      | 2              |
| Fonte: BOM's South Pacific Tropical Cyclone Season Outlook                |                          |                        |                |

Antes do início formal da temporada de ciclones, o Fiji Meteorological Service(FMS), o Bureau de Meteorologia (BoM), o MetService da Nova Zelândia e o National Institute of Water and Atmospheric Research(NIWA) e vários outros serviços meteorológicos do Pacífico, todos contribuíram para a Previsão de ciclones tropicais da Island Climate Update que foi lançada em outubro de 2019. A perspectiva levou em consideração as condições neutras do ENSO que foram observadas nas estações do Pacífico e analógas, que tiveram as condições neutras do ENSO e do El Niño ocorrendo durante a temporada.  A perspectiva previa um número quase médio de ciclones tropicais para a temporada 2019-20, com nove a doze ciclones tropicais nomeados, com ocorrência prevista entre 135 ° E e 120 ° W, em comparação com uma média de pouco mais de 10.  Esperava-se que pelo menos quatro dos ciclones tropicais se intensificassem ainda mais e se tornassem ciclones tropicais severos, embora tenha sido observado que um ciclone tropical severo de Categoria 5 poderia ocorrer durante a temporada.
Além de contribuir para as perspectivas do Island Climate Update, o FMS e o BoM publicaram as suas próprias previsões sazonais para a região do Pacífico Sul. O BoM emitiu duas previsões sazonais para o Oceano Pacífico Sul, para suas regiões leste e oeste autodefinidas do Oceano Pacífico Sul.  Eles previram que a região oeste entre 142,5 ° E e 165 ° E, tinha 54% de chance de ver atividade acima de sua média de 4 ciclones tropicais. O BoM também previu que a Região Leste entre 165 ° E e 120 ° W, tinha 41% de chance de ver atividade acima de sua média de 7 ciclones tropicais.  Dentro da sua perspectiva, o FMS previu que entre cinco e oito ciclones tropicais ocorreriam na bacia, em comparação com uma média de cerca de 7,1 ciclones.  Esperava-se que pelo menos dois dos ciclones tropicais se intensificassem ainda mais e se tornassem a Categoria 3 ou ciclones tropicais mais severos.
Tanto a atualização do clima da ilha quanto as perspectivas de ciclones tropicais do FMS avaliaram o risco de um ciclone tropical afetar uma determinada ilha ou território. O Island Climate Update Outlook previu que Samoa Americana, Ilhas Austral da Polinésia Francesa, Niue, Samoa, Tonga, Tuvalu, bem como as Ilhas Salomão e Ilhas Cook do Sul tinham uma chance elevada, enquanto Wallis e Futuna tinham uma chance normal a elevada de ser impactado por um ciclone tropical.  Eles também previram que Fiji, Nova Caledónia, Nova Zelândia, Ilhas Cook do Norte, Papua-Nova Guiné e Toquelau corriam um risco quase normal de sofrer impactos.  A perspectiva observou que Vanuatu e Nova Caledónia tinham um risco normal a reduzido de serem impactados por vários ciclones tropicais, enquanto as Ilhas Austral da Polinésia Francesa tinham uma chance normal a reduzida de serem impactadas. A NIWA e parceiros também consideraram improvável que as Ilhas Pitcairn, Kiribati e as Ilhas Marquesas da Polinésia Francesa e o Arquipélago de Tuamotu fossem afetados por um ciclone tropical.  A perspectiva do FMS previa que as Ilhas Samoa, Tokelau e Tuvalu teriam uma chance maior de serem afetadas por um ciclone tropical, enquanto Fiji, Ilhas Salomão, Wallis e Futuna, Nova Caledónia, Tonga, Niue, o sul das Ilhas Cook e o Austral da Polinésia Francesa Todas as ilhas tinham uma chance normal de serem afetadas por um ciclone tropical.  A perspectiva deles também previa que Vanuatu, as Ilhas Cook do Norte, as Ilhas da Sociedade da Polinésia Francesa tinham uma chance reduzida de serem afetadas por um ciclone tropical, enquanto a atividade de ciclones tropicais perto de Kiribati e das Ilhas Marquesas era considerada improvável.  O FMS considerou que havia um risco maior de as Ilhas Salomão, Tuvalu, Wallis e Futuna, Tokelau, as Ilhas Samoa, Tonga e Niue serem impactadas por pelo menos um ciclone tropical severo, enquanto outras áreas, como as Ilhas Cook e partes da Polinésia Francesa tiveram uma chance de normal a reduzida de serem afetadas por um ciclone tropical severo.

## Resumo sazonal
A temporada começou com a chegada da Depressão Tropical 01F no dia 22 de novembro, próximo às Ilhas Salomão, que mais tarde se tornaria o Ciclone Tropical Rita. Rita alcançaria o pico de categoria 3 na escala australiana. O distúrbio tropical 02F foi designado algum tempo depois, mas não durou muito depois disso. O Sarai foi formado em 23 de dezembro e durou até o ano novo antes de finalmente deixar de existir em 2 de janeiro. Não muito depois disso, Tino formou e afetou o leste de Fiji e a área circundante antes de se dissipar. Em 24 de janeiro, uma depressão sem nome formou-se e se dissipou no dia seguinte. No início de fevereiro, outra baixa originalmente na região australiana cruzou o 160º meridiano leste e emergiu no sul do Pacífico. Ele se fortaleceu em ciclone tropical severo Uesi e afetou a Nova Caledónia e a Nova Zelândia. Em meados de fevereiro, quatro distúrbios se formaram, 07F, 08F, 09F e 10F 07F e 08F dissiparam antes de se tornarem depressões tropicais, mas as outras 2 se fortaleceram em ciclones tropicais Vicky e Wasi. Em meados de março, Gretel entrou na bacia. Ele se dissipou logo depois. No início de abril, Harold também entrou na bacia vindo da região australiana. Ele rapidamente se intensificou em um ciclone tropical severo de categoria 5 ao atingir Vanuatu.

## Sistemas

### Ciclone Tropical Rita
A partir de 21 de novembro, o Serviço Meteorológico de Fiji (FMS) começou a destacar a probabilidade de formação de um ciclone tropical entre Vanuatu e Fiji. Chuvas e tempestades começaram a se agregar na região sobre temperaturas da superfície do mar acima de 29 °C (84 °F) em condições de vento fraco. Imagens de dados de satélite de microondas mostraram bandas de chuva emergentes envolvendo-se em um centro organizador de baixa pressão. No final do dia 22 de novembro, o FMS designou o sistema, agora a leste das Ilhas Salomão, como Perturbação Tropical 01F. A perturbação lenta seguiu em direção ao sul e sudeste, dirigida por uma ampla área de alta pressão. Em 23 de novembro, 01F atingiu o status de depressão tropical. Com o suporte do forte fluxo de ar nos níveis superiores da troposfera, a atividade das chuvas ficou mais concentrada em torno do centro de circulação. A depressão atingiu a intensidade do ciclone tropical às 06:00 UTC em 24 de novembro próximo às Ilhas Santa Cruz, ganhando o nome de Rita. Um olho bem definido e formativo logo se desenvolveu sob a cobertura de nublosidade central. Continuando a se intensificar em condições atmosféricas favoráveis, Rita atingiu a intensidade do ciclone da Categoria 2 em 25 de novembro e a intensidade da Categoria 3 seis horas depois. O olho em desenvolvimento emergiu brevemente em imagens de satélite infravermelho e visível como uma característica irregular no centro do ciclone, rodeado por bandas de chuva bem definidas.

Ao longo de 25 de novembro, a atividade convectiva e a organização diminuíram ligeiramente devido a um aumento no cisalhamento do vento, e Rita finalmente atingiu o pico como um ciclone tropical de categoria 3 com ventos sustentados máximos de 10 minutos de 120 km/h (75 mph), bem como ventos sustentados de 1 minuto com a mesma intensidade. Além disso, Rita atingiu uma pressão barométrica mínima de 977 mbar ( hPa ; 28,85 inHg ). Isso fez de Rita uma das primeiras tempestades mais fortes a se formar no Pacífico Sul desde a formação de Mick em 2009, já que muitas outras eram meramente depressões ou distúrbios. Ele então começou a rastrear uma área desfavorável para intensificação devido à presença de cisalhamento do vento e ar seco e frio, resultando em uma rápida deterioração da convecção da tempestade e uma diminuição dos ventos máximos da tempestade. O FMS emitiu o seu último comunicado sobre Rita em 26 de novembro, depois que a tempestade foi rebaixada para uma área remanescente de baixa pressão; na época, esses remanescentes moviam-se lentamente para oeste-sudoeste em direção ao norte de Vanuatu. Antecipando-se a chuvas fortes e ventos fortes de Rita, o Escritório Nacional de Gestão de Desastres em Port Vila, Vanuatu, emitiu um Alerta Vermelho para a Província de Torba e um Alerta Amarelo para a Província de Penama e Província de Sanma. Alertas sobre ventos fortes também foram emitidas para as províncias de Shefa e Tafea.

### Ciclone Tropical Sarai
Durante 23 de dezembro, o FMS informou que o Distúrbio tropical 03F havia desenvolvido cerca de 630 km (390 mi) a oeste de Tuvalu. Nessa época, o sistema estava mal organizado, com convecção atmosférica profunda, deslocada para o norte e leste de sua ampla e alongada circulação de baixo nível. A perturbação também foi localizada abaixo de uma crista superior de alta pressão dentro de um ambiente favorável para desenvolvimento posterior, com vento vertical baixo a moderado e temperaturas quentes da superfície do mar de 29–30 °C (84–86 °F). Nos dias seguintes, o sistema moveu-se para o sul e se desenvolveu gradualmente com a melhoria de sua organização geral, antes de ser classificado como uma depressão tropical pelo FMS durante 25 de dezembro. Após ser classificado como depressão tropical, o sistema continuou a se desenvolver, com melhora do escoamento e convecção profunda envolvendo o centro de circulação de baixo nível do sistema. Durante 26 de Dezembro o JTWC lançou alertas sobre a depressão e designou como Ciclone tropical 04P, antes que as FMS informou que o sistema tornou-se um ciclone tropical de categoria 1 e nomeou-o Sarai. Naquela época, Sarai estava sendo conduzido para o sul, para o oeste de Fiji, ao longo da borda de uma crista quase equatorial de alta pressão e corrente de jato.   Ao longo dos próximos dias, o sistema se intensificou gradualmente e foi classificado como um ciclone tropical de categoria 2 durante 27 de dezembro, enquanto estava localizado por volta de 220 km (140 mi) a oeste de Nadi, Fiji. Durante 28 de dezembro, quando Sarai passou cerca de 100 km (62 mi) ao sul da Ilha Kadavu de Fiji, o FMS estimou que o sistema atingiu o pico como um ciclone tropical de categoria 2 com ventos sustentados de 10 minutos de 110 km/h (68 mph).
Devido a uma área de alta pressão a leste, Sarai fez um curso para o sul durante seus estágios iniciais como um sistema nomeado. A região de alta pressão mais tarde mudaria a sua orientação, fazendo com que Sarai se curvasse gradualmente para o leste. Em 27 de dezembro, os ventos do ciclone aumentaram mais além da categoria 2 limiares de ciclone, com ventos sustentados de um minuto até a força de um furacão. No dia seguinte, o FMS avaliou uma intensidade de pico com ventos sustentados de dez minutos de 110 km/h (68 mph). Na época, um grande olho ficou evidente nos dados de satélite de microondas enquanto a tempestade seguia em direção ao sudeste ao longo da periferia da corrente de jato e permaneceu presente durante todo o dia. Sarai atingiu a sua pressão barométrica mais baixa em 29 de dezembro, antes de enfraquecer devido ao aumento do cisalhamento do vento de 55–65 km/h (34–40 mph), resultando na perda de organização. O centro de circulação de Sarai foi deslocado da convecção da tempestade em 30 de dezembro, e a tempestade enfraqueceu para a força categoria 1. Seu centro rastreado perto de Nuku'alofa em 31 de dezembro, enquanto a estrutura da tempestade se deteriorava rapidamente, com o JTWC emitindo seu comunicado final naquele dia. O FMS continuou monitorando o sistema como um ex-ciclone enquanto a tempestade se acelerava para leste, destacando uma baixa possibilidade de regeneração ; a agência finalmente emitiu o seu boletim final sobre o sistema em 2 de janeiro.

Como o ciclone passou muito perto da principal ilha fijiana de Viti Levu em 27 de dezembro e trouxe chuvas muito fortes, o FMS alertou para a probabilidade de ventos fortes e tempestuosos e por vezes chuvas muito fortes, com mais de 2.000 pessoas sendo evacuadas para áreas mais altas em caso de inundação, enquanto voos comerciais e cruzeiros dentro e fora do país foram atrasados ou cancelados como resultado dessas condições. Além disso, em 29 de dezembro de 2019, 2 mortes foram confirmadas relacionadas ao ciclone devido ao afogamento nas águas das enchentes. Danos à infraestrutura rodoviária atingiram FJ $ 5 milhões (US $ 2,3 milhão).

### Ciclone tropical severo Tino
Em 10 de janeiro, uma área de baixa pressão formada logo a leste das Ilhas Salomão e foi prevista pelo FMS para seguir em direção ao sudeste, exibindo algum potencial para se desenvolver ainda mais em um ciclone tropical. Em 11 de janeiro o FMS designou o complexo lento de convecção profunda como Distúrbio tropical 04F; ness altura, a perturbação estava localizada em um ambiente de cisalhamento de vento moderado perto de Makira no topo águas oceânicas de 31 °C (88 °F). A convecção profunda continuou a acompanhar o desenvolvimento da circulação do vento nos dias seguintes à medida que as condições se tornaram mais favoráveis, embora o campo de vento permanecesse amplo e desorganizado. O FMS começou a emitir avisos de 04F em 14 de janeiro após melhorias na organização do distúrbio. Uma crista subtropical ao nordeste fez com que o 04F seguisse em direção ao leste e sudeste. Ao longo da parte inicial do desenvolvimento da tempestade, uma forte faixa de convecção persistiu ao norte do centro de circulação. Após uma diminuição no cisalhamento do vento, o FMS atualizou 04F para uma depressão tropical em 15 de janeiro quando começou a se organizar. Maior intensificação ocorreu quando a convecção adicional envolveu o centro da tempestade em 16 de janeiro, solicitando que o FMS atualizasse o sistema para um ciclone tropical de categoria 1, dando à tempestade o nome de Tino. No dia seguinte, a tempestade passou perto de Vanua Levu e se fortaleceu ainda mais em um ciclone de categoria 2; a intensidade de categoria 3 foi alcançada mais tarde naquele dia com ventos sustentados de 10 minutos estimados em 120 km/h (75 mph). No entanto, Tino logo começou a arrastar ar seco, resultando em uma deterioração gradual de sua convecção e subsequente enfraquecimento em 18 de janeiro enquanto o centro seguia por Ha'apai. A interação com uma zona baroclínica no dia seguinte sinalizou o início da transição extratropical ; Tino completou totalmente este processo no final de 19 de janeiro.
Os avisos de chuva forte foram emitidos para todas as Ilhas Salomão e quatro províncias de Vanuatuan pelos seus respectivos Serviços Meteorológicos e Hidrológicos Nacionais. Da mesma forma, um alerta de chuva forte foi emitido pelo FMS em 14 de janeiro para as partes ocidentais de Fiji. Um alerta de ciclone tropical foi posteriormente emitido para Rotuma em 15 de janeiro, e um Alerta de Ciclone Tropical para o resto das ilhas Fijian. Os fijianos foram aconselhados pela Autoridade de Água de Fiji a ferver e armazenar água potável antes da aproximação do ciclone tropical.  Os cruzeiros na área começaram a ser cancelados em 14 de janeiro. Centros de evacuação foram inaugurados em 16 de janeiro na Divisão Norte de Fiji, bem como no Centro de Operações de Emergência da divisão.  Os aldeões na região de Udu Point de Vanua Levu foram instados a se mudar para o interior devido à previsão do mar agitado.  O campus Labasa da Universidade Nacional de Fiji fechou em 17 de janeiro.

Enquanto Tino passava perto de Vanua Levu, o segundo ciclone a passar perto da nação três semanas após Sarai, as autoridades do governo de Fiji pediram uma ação urgente sobre a 'crise climática' na região do Pacífico Sul. Além disso, um pai e uma filha ficaram desaparecidos depois de serem arrastados pelas enchentes devido às fortes chuvas geradas pelo sistema no leste de Fiji.

### Perturbação Tropical 05F
Durante 24 de janeiro, o FMS relatou que o Distúrbio tropical 05F havia desenvolvido a cerca de 75 km (47 mi) a noroeste de Pago-Pago na Samoa Americana. Nessa época, o distúrbio estava mal organizado com a convecção atmosférica localizada ao norte do seu centro de circulação de baixo nível.  Durante aquele dia, a perturbação moveu-se para sudeste dentro de um ambiente favorável para um maior desenvolvimento, com baixo vento vertical e temperaturas quentes da superfície do mar, enquanto o seu escoamento foi aumentado por fortes ventos de oeste. Como resultado, a convecção atmosférica começou a envolver o centro de circulação de baixo nível em consolidação do sistema, o que levou o JTWC a emitir um alerta de formação de ciclone tropical sobre a perturbação.  Durante o dia seguinte, o JTWC iniciou avisos sobre o distúrbio e o designou como Ciclone Tropical 12P, já que o sistema atingiu o seu pico com velocidades de vento sustentadas de 1 minuto de 65 km/h (40 mph). O sistema posteriormente se moveu para sudeste para uma área de cisalhamento do vento vertical moderado, enquanto a convecção atmosférica foi cortada e localizada a nordeste do centro de circulação de baixo nível exposto do distúrbio. Como resultado, o FMS emitiu o seu aviso final sobre a perturbação, pois era esperado que se movesse mais ao sul para uma área de forte cisalhamento do vento vertical.  Em 26 de janeiro, o JTWC posteriormente emitiu o seu aviso final no sistema depois que ele se dissipou.

### Ciclone tropical severo Uesi
Durante 5 de fevereiro, o FMS relatou que o Distúrbio tropical 06F havia se desenvolvido, cerca de 775 km (482 mi) a noroeste de Port Vila em Vanuatu. Nessa época, o sistema estava mal organizado, com convecção atmosférica profunda deslocada, a nordeste do fraco e mal definido centro de circulação de baixo nível do sistema. A perturbação também foi localizada ao norte de uma crista subtropical de alta pressão, dentro de um ambiente favorável para um maior desenvolvimento, com uma quantidade baixa a moderada de cisalhamento do vento vertical e temperaturas quentes da superfície do mar de 29–30 °C (84–86 °F).   Um alerta de formação de ciclone tropical foi posteriormente emitido pelo JTWC no início de fevereiro 8, quando a convecção melhorou perto do centro da tempestade; na época, 06F era centrado em 653 km (406 mi) noroeste de Port Vila, Vanuatu. Os avisos de rotina foram iniciados pelo FMS no mesmo dia, enquanto o 06F derivava para o sul-sudoeste. A convecção continuou a evoluir no centro da perturbação em bandas organizadas. Durante fevereiro 9, o JTWC atualizou o sistema para uma tempestade tropical, designando-o como Ciclone Tropical 15P. Mais tarde naquele dia, o FMS chamou a tempestade de Uesi e a atualizou para um ciclone tropical de categoria 2.
Com base em melhorias significativas na estrutura da tempestade, o JTWC determinou que Uesi estava passando por uma rápida intensificação. Chuvas e tempestades associadas continuaram a se aglutinar em condições atmosféricas e oceânicas favoráveis. No entanto, a presença de ar seco retardou a intensificação de Uesi. Uesi se fortaleceu ainda mais em um ciclone tropical de categoria 3 às 18:00 UTC naquele dia, mas continuou a ser afetado pela entrada de ar seco. O ciclone desenvolveu um olho irregular 19 km (12 mi) no início de fevereiro 11. Guiado para o sul pela influência próxima de uma cordilheira subtropical a leste, Uesi moveu-se para o sul, passando a oeste da Nova Caledônia. Um aumento no cisalhamento do vento vertical do noroeste em fevereiro 12 causou o enfraquecimento da estrutura convectiva do ciclone, resultando na exposição do centro de circulação de baixo nível devido ao nublado central denso. Depois de passar perto da Nova Caledônia em 11 de fevereiro, Uesi adotou uma trilha constante na direção sul-sudoeste em direção à região do ciclone australiano. Às 12:00 UTC em fevereiro 12, o FMS passou a responsabilidade primária pelo Uesi para o centro de alerta do Australian Bureau of Meteorology (BOM) em Brisbane, que indicou que o sistema havia enfraquecido para um ciclone tropical de categoria 2 de ponta. Os remanescentes extratropicais de Uesi reentraram na bacia do Pacífico Sul em direção ao sudeste em direção à Ilha do Sul em fevereiro 15.
Vanuatu e o território francês da Nova Caledônia foram ameaçados por Uesi ao longo de sua jornada para o sul através da bacia do Pacífico Sul. Os alertas foram emitidos pelo Departamento de Meteorologia e Geo-risco de Vanuatu para Uesi, observando a possibilidade de inundações de córregos e costeiras. Météo France (MFR) emitiu avisos de tempestade e chuva para quatro municípios da Nova Caledônia em 9 de fevereiro, e posteriormente aumentaram as advertências para um alerta laranja para seis no dia seguinte. Os serviços de balsa e ônibus em várias comunas da Nova Caledônia foram suspensos. Os voos atendidos pela Air Calédonie também sofreram atrasos. Os primeiros centros de hospedagem em território francês foram inaugurados em 10 defevereiro. Uma pessoa ficou ferida enquanto protegia seu telhado em preparação para a tempestade. Uesi passou entre 100–150 km (62–93 mi) oeste de Belep, Nova Caledônia, em fevereiro 11, trazendo fortes chuvas e ventos fortes. Estações MFR gravadas em até 300 mm (12 in) de precipitação em Poum durante um período de 48 horas; isso foi aproximadamente igual a dois meses de precipitação média. As inundações das chuvas de Uesi bloquearam a viagem entre Poum e Koumac, assim como outras pontes em todo o território.  Várias rotas para Dumbéa foram bloqueadas pelas enchentes.  Rajadas de até 120 km/h (75 mph) impactou a cordilheira central da Nova Caledônia. Quedas de energia atingiram pelo menos 3.900 famílias atendidas pela EEC e Enercal e mais de 5.000 No geral.  Pelo menos 565 casas perderam energia em Hienghène e Ponérihouen. Todos os avisos para a Nova Caledônia foram suspensos na manhã de fevereiro 12.  As ondas fortes geradas por Uesi forçaram o fechamento de praias em Gold Coast, Queensland, a partir daquele dia. O grande estágio extratropical de Uesi produziu 6–8 m (20–26 ft) ondas na costa noroeste da South Island.

### Perturbação Tropical 07F
Durante 14 de fevereiro, o FMS relatou que o Distúrbio tropical 07F havia se desenvolvido, cerca de 490 km (300 mi) ao nordeste de Funafuti em Tuvalu. A perturbação se desenvolveu dentro de um amplo vale formado por uma complexa interação entre uma zona de convergência ampliada do Pacífico Sul, um vale de monção e um vento oeste na região. Apesar de não ter uma circulação clara do vento em um ambiente caótico - o JTWC inicialmente considerou a perturbação como um sistema tropical híbrido, em vez de um ciclone tropical - as temperaturas quentes da superfície do mar da região e o baixo cisalhamento do vento foram favoráveis a uma organização posterior. No entanto, o desenvolvimento foi lento e a convecção permaneceu deslocada do centro de circulação três dias depois.  Após um longo período de movimento lento, 07F acelerou ao sul de Samoa em fevereiro 19. Nos dias seguintes, o sistema seguiu na direção leste-sudeste com pouco desenvolvimento. 07F virou para sudoeste em fevereiro 20, onde forte cisalhamento do vento começou a degradar a estrutura convectiva do sistema. O FMS emitiu o comunicado final sobre o sistema em 21 de fevereiro enquanto passava ao sul de Niue.

A Agência Federal de Gerenciamento de Emergências dos EUA enviou sete representantes à Samoa Americana antes do distúrbio. Antes da chegada do 07F, uma zona de convergência carregada de umidade já estava afetando Samoa com chuvas fortes e ventos fortes.  Os avisos do Serviço de Meteorologia de Samoa sobre chuva, vento e inundações estavam em vigor para Savai'i e Upolu, resultando no cancelamento dos serviços de balsa.  Embora a ameaça do 07F e do próximo 08F tenha diminuído em 18 de fevereiro, os avisos permaneceram afixados devido à persistência da zona de convergência ativa. Ministério da Educação Esporte e Cultura fechou escolas entre fevereiro 18–19 em resposta às condições adversas. As estradas em três aldeias em Apia foram inundadas pelas chuvas associadas ao 07F. Quedas de energia afetaram Tutuila, na Samoa Americana, onde aeroportos fecharam com a passagem da tempestade. Mais a sudeste, nas Ilhas Cook, foi declarada uma emergência de defesa civil. Todas as escolas foram fechadas em Rarotonga. Grandes ondas ao longo da costa da ilha forçaram o fechamento da estrada do paredão.

### Perturbação Tropical 08F
Em 17 de fevereiro, o FMS notou a formação do Distúrbio tropical 08F entre Samoa Americana e Niue. O sistema estava mal organizado, com um ambiente de forte cisalhamento do vento deslocando a convecção para o nordeste do centro de circulação de baixo nível à medida que a perturbação se movia de sudeste para leste-sudeste. O JTWC considerou o ciclone desgrenhado como subtropical por natureza, permanecendo em um ambiente hostil ao aumento da organização. Em 18 de fevereiro, o JTWC declarou que a perturbação se dissipou. Mais tarde naquele dia, o centro de 08F continuou além do 25º paralelo ao sul, levando o FMS a emitir seu resumo final de perturbação tropical sobre o sistema altamente cisalhado.

### Ciclone Tropical Vicky
O FMS analisou a formação do Distúrbio tropical 09F em 19 de fevereiro próximo a Wallis e Futuna,  posicionado dentro de uma área de baixo cisalhamento do vento e fluxo divergente no alto. A tempestade que se movia para leste-sudeste foi elevada a uma depressão tropical no dia seguinte, gerando alertas de rotina do FMS. O desenvolvimento de faixas de chuva rapidamente se organizou no topo do recém-formado e compacto centro de circulação de baixo nível. 09F rastreado perto de Samoa em 20 de fevereiro com ventos máximos sustentados de 55 km/h (34 mph), com o centro passando logo ao sul de Tutuila na Samoa Americana. Continuando a trilha para o leste-sudeste, a depressão se fortaleceu em um ciclone tropical de categoria 1 mais tarde naquele dia, recebendo o nome de Vicky. Embora as bandas de chuva do ciclone tenham se expandido ainda mais, a convecção da tempestade permaneceu desorganizada. Apesar das águas quentes do oceano e de um ambiente propício para o escoamento, o forte cisalhamento do vento levou à deterioração da atividade de chuvas de Vicky. Em 21 de fevereiro, o FMS emitiu seu parecer final sobre Vicky, uma vez que fez a transição para um sistema ex-tropical.

Os voos para Pago Pago foram cancelados indefinidamente pela Samoa Airways, com atrasos impactando o Aeroporto Internacional Faleolo.  Funcionários públicos não essenciais na Samoa Americana foram dispensados do trabalho em 20 de fevereiro quando Vicky passou para o sul, suspendendo as operações do Serviço Postal dos Estados Unidos e do Departamento de Assuntos de Veteranos dos Estados Unidos. Vicky produziu ventos prejudiciais e chuvas fortes nas ilhas Samoa como um sistema intensificador.  Breves quedas de energia afetaram partes de Samoa no início de 21 de fevereiro.  A combinação de Vicky e dois outros distúrbios tropicais resultou em um pico de precipitação de 203.2 mm (8.00 in) em Le'auva'a entre 17-20 de fevereiro.  A rajada a 120 km/h (75 mph) foi medida no Aeroporto Internacional de Pago Pago na Samoa Americana e ventos sustentados de 85 km/h (53 mph) foram observados em Tutuila.   Uma bóia off Aunu'u medido 3.7–4.3 m (12–14 ft) mares devido a Vicky.

### Ciclone tropical Wasi
Durante 21 de fevereiro, o FMS relatou que o Distúrbio tropical 10F havia se desenvolvido, cerca de 145 km (90 mi) ao norte de Matāʻutu, na ilha de Wallis. O distúrbio foi localizado dentro de uma área de baixo vento vertical, enquanto a convecção atmosférica persistiu e começou a envolver o centro de circulação de baixo nível do sistema.  10F foi atualizado para uma depressão tropical 12 horas após a sua designação inicial. Continuando a se organizar ao longo do dia, o sistema foi atualizado para o ciclone tropical Wasi em 22 de fevereiro enquanto centrado a oeste de Samoa. Um recurso semelhante a um olho transitório surgiu em imagens de satélite no início de 22 de fevereiro, sugerindo um ciclone mais forte do que sugerido por sua organização. Embora o ciclone fosse inicialmente altamente compacto e em condições favoráveis, interação com as massas de terra insulares próximas suprimiu a convecção de Wasi. A interação contínua fez com que Wasi enfraquecesse e se tornasse cada vez mais desorganizado após passar ao sul de Samoa. Acelerando em direção ao sul-sudeste, a atividade convectiva associada a Wasi ficou limitada à metade oriental do ciclone, eventualmente expondo o centro de circulação de baixo nível em fevereiro 23. Essa circulação diminuiu rapidamente durante o dia.
A Divisão de Meteorologia de Samoa emitiu um Aviso de ciclone tropical de categoria 1 para Samoa no dia 22 Fevereiro,  solicitando a ativação do Centro Nacional de Operações de Emergência do país.  Alertas de chuva forte e enchentes também estavam em vigor em Samoa. Wasi foi o segundo ciclone tropical a afetar as ilhas Samoa em dois dias. As chuvas torrenciais de Wasi se espalharam pelas ilhas de Upolu e Savai'i.  Dois rios em Savai'i inundaram suas margens e inundaram as estradas adjacentes. Inundações de rios e pequenos riachos também foram documentadas em Upolu.  Na Samoa Americana, 50 mm (2 in) de chuva caiu durante um período de 12 horas. Rajadas de 69 km/h (43 mph) foram relatados no Aeroporto Internacional de Pago Pago, que suspendeu as operações durante a passagem de Wasi. Duas casas foram destruídas e seis sofreram grandes danos causados pelos efeitos combinados dos ciclones Wasi e do ciclone Vicky na Samoa Americana, que atingiu o território na mesma semana. Danos menores foram infligidos a outros 58 casas. Um alerta de vendaval foi emitido pelo FMS para Niue, que mais tarde foi cancelado após a dissipação de Wasi.

### Ciclone Tropical Gretel
Durante 15 de março, o ciclone tropical Gretel se mudou para a bacia da região australiana, cerca de 620 km (390 mi) a noroeste de Nouméa, na Nova Caledônia. Gretel continuou a se organizar após sua entrada na bacia, exibindo bandas de chuva bem formadas em um ambiente de baixo cisalhamento. Forçada a sudeste por uma crista subtropical próxima, a tempestade passou por 150 km (93 mi) ao sul da Nova Caledônia em 15 de março. Durante este tempo, uma característica ocular foi observada pelo JTWC em imagens de satélite de comprimento de onda de microondas. O FMS atualizou Gretel para uma categoria 2 ciclones às 12:00 UTC naquele dia. No entanto, a atividade convectiva da tempestade logo começou a diminuir à medida que o ar seco começou a permear o centro de circulação de baixo nível. A adição de forte cisalhamento do vento vertical fez com que as chuvas e tempestades restantes de Gretel se deslocassem do vórtice central. Gretel desenvolveu rapidamente características frontais em março 16 - um sinal de transição extratropical.
Alertas de ciclone de nível 1 foram emitidos para as províncias do norte e do sul da Nova Caledônia em 15 de março e foram retirados na manhã seguinte. Abrigos foram abertos em todo o território em antecipação à passagem de Gretel. Air Calédonie cancelou parte de seu voos de 15 e 16 de março;  alguns Aircalin também foram cancelados ou remarcados. Todas as rotas de autocarro Raï foram canceladas para 15 de março. Vários portos foram fechados e a balsa Ouaième– Hienghène foi suspensa.  Aulas na Universidade da Nova Caledônia em março 16–17 foram fechados em seus campi Nouméa e Koné ; o Collège de Païamboué também encerrou suas aulas. Quedas de energia afetaram a área metropolitana de Nouméa na Nova Caledônia, particularmente em Le Mont-Dore e Savannah sur Mer.  Em três municípios, 791 casas ficaram sem energia na noite de 15 de março, e, finalmente, pelo menos 6.931 consumidores de eletricidade perderam energia durante a passagem de Gretel. Algumas estradas foram bloqueadas por árvores caídas. Os efeitos de Gretel interromperam algumas eleições municipais, inundando uma assembleia de voto e impedindo as viagens dos eleitores em alguns municípios; a participação eleitoral diminuiu em relação às eleições anteriores de 2014. As partes do norte da Nova Caledônia receberam 50–80 mm (2.0–3.1 in) de chuva durante um período de seis horas, e 100–150 mm (3.9–5.9 in) da chuva geral foi registada nas extensões norte e sul de Grande Terre. As inundações alcançaram uma ponte entre Pouébo e Ouégoa. O mar agitado encalhou uma barcaça em Nouville. O território australiano da Ilha Norfolk registou ventos sustentados de no máximo 10 minutos de 57 km/h (35 mph) e uma rajada máxima de 83 km/h (52 mph) em 16 de março.

### Ciclone tropical severo Harold
Durante 3 de abril, o ciclone tropical Harold mudou-se da região australiana para a bacia, como um ciclone tropical de categoria 1 na escala australiana. As condições atmosféricas eram favoráveis a uma maior intensificação no Pacífico Sul, à medida que a tempestade se dirigia para o sudeste. Em 3 de abril, Harold começou a ganhar rapidamente em organização e intensidade, desenvolvendo faixas de chuva bem fechadas e um olho de alfinete. Harold rapidamente se intensificou em uma categoria 3 ciclones tropicais severos em 4 de abril; Categoria 4 intensidade foi alcançada às 12:00 UTC naquele dia, com Harold exibindo ventos sustentados de no máximo dez minutos de 165 km/h (103 mph). O JTWC avaliou Harold três horas depois como tendo ventos sustentados de um minuto de 215 km/h (134 mph), equivalente a uma furacão categoria 4 na escala Saffir – Simpson. Ao mesmo tempo, uma extensão de uma área de alta pressão a leste de Harold fez com que a trilha da tempestade diminuísse e se curvasse cada vez mais para o sul.  Posteriormente, a tempestade recurvou para leste e acelerou antes de virar para leste-sudeste. No dia seguinte, a tempestade intensificou-se para um ciclone tropical severo de categoria 5, a classificação mais alta na escala australiana. Mais tarde naquele dia, às 13 horas, hora local, a tempestade atingiu o Espírito Santo. Ao chegar ao continente, a tempestade teve ventos de 10 minutos de 215 km/h (134 mph). A intensificação continuou e por volta das 12:00 UTC, atingiu o pico de intensidade como um ciclone equivalente a Categoria 5 na escala Saffir-Simpson, com ventos de 10 minutos de 230 km/h (140 mph) e uma pressão barométrica mínima de 920 mbar (27 inHg) . Ele manteve a intensidade por apenas 6 horas antes de enfraquecer de volta para um ciclone equivalente à Categoria 4. A tempestade iniciou um ciclo de substituição do Eyewall. E assim, ambos os centros de alerta rebaixaram o sistema. Depois que o ciclone foi concluído, um novo olho se formou. Assim, o FMS atualizou Harold para um ciclone tropical severo de categoria 5 pela segunda vez. Mais tarde naquele dia, ele atingiu o status de Categoria 4 no SSHWS mais uma vez. Em 8 de abril, a tempestade passou logo ao sul de Fiji e passou pela Ilha Kadavu. O sistema finalmente começou a enfraquecer enquanto acelerava em direção a Tonga. Mais tarde naquele dia, a tempestade passou por apenas 100 mi (165 km) ao sul de Tongatapu, a ilha principal de Tonga, como um ciclone equivalente à Categoria 3. No dia seguinte, a tempestade começou uma transição extratropical enquanto se movia para a área de responsabilidade do MetService.  O JTWC posteriormente emitiu seu parecer final sobre Harold, pois era esperado que ganhasse características frontais e completasse sua transição extratropical em 12 horas. O MetService posteriormente declarou Harold como um ciclone extratropical durante 10 de abril, antes que o sistema fosse notado pela última vez no dia seguinte, por volta de 1,500 km (930 mi) ao sudoeste de Adamstown nas Ilhas Pitcairn. Avisos de ciclone foram emitidos para todas as Ilhas Salomão quando Harold se aproximou em 3 de abril. Ventos fortes derrubaram árvores em Honiara, causando quedas de energia e bloqueando estradas. As chuvas associadas à passagem da tempestade também causaram enchentes, forçando dezenas de famílias a deixar suas casas. Uma balsa repatriando 738 pessoas de Honiara à província de Malaita em meio à pandemia COVID-19 encontraram a tempestade no estreito de Ironbottom ; 28 as pessoas foram levadas para o mar pelas ondas. Todas as pessoas, exceto uma, são consideradas mortas.
Em 3 de abril, o Escritório Nacional de Gerenciamento de Desastres de Vanuatu (VNDMO) emitiu um Alerta Amarelo para as províncias de Torba e Sanma em Vanuatu. O Departamento de Meteorologia e Geocorriscos de Vanuatu também emitiu um alerta de ciclone tropical para essas áreas. O alerta amarelo foi atualizado para um alerta vermelho em 4 de abril, enquanto alertas amarelos também foram emitidos para as províncias de Malampa e Penama. Os alertas vermelhos eventualmente abrangeram as províncias de Malampa, Penama, Sanma e Torba, com um alerta amarelo para a província de Shefa. O VNDMO aconselhou que todos os residentes em alerta vermelho permanecessem dentro de casa. Todas as atividades de preparação do COVID-19 foram suspensas para facilitar os preparativos e evacuações para Harold. Harold foi o primeiro ciclone tropical severo a atingir Vanuatu desde o ciclone Pam em 2015, trazendo rajadas acima de 275 km/h (171 mph), 250-450 mm (10-18 emnbsp;in) de chuva e uma tempestade de 0,8 m (2,6 ft) causando danos catastróficos, inundações torrenciais e interrupções de comunicação e mergulhando Vanuatu em um blecaute.
Em Fiji, alertas de chuva forte foram emitidos para a metade ocidental de Viti Levu, Kadavu e as ilhas Mamanuca e Yasawa em 6 de abril. Posteriormente, foram acionados alertas de tempestade nas áreas sob forte alerta de chuva, além das ilhas Lomaiviti. O maior alerta, um alerta de furacão, foi emitido para Kadavu e Ono-i-Lau em 7 de abril. O Escritório Nacional de Gestão de Desastres de Fiji (FDNMO) ativou seu Centro de Operações de Emergência para agilizar os preparativos e evacuações. Um total de oitenta e cinco abrigos foram abertos, com pelo menos dois em cada um dos quatro distritos de Fiji. Todos os chefes de aldeia e líderes comunitários foram encaminhados. Todas as atividades relacionadas ao COVID-19 também foram canceladas a fim de se preparar para o impacto de Harold. No início de 7 de abril, a tempestade começou a afetar o país com rajadas de vento, inundações costeiras moderadas e ondas de tempestade. Esses condicionadores pioraram com a aproximação da tempestade. Em contraste com as previsões, o rio passou apenas para o sul de Fiji e, portanto, as ilhas do norte receberam poucos danos. A Ilha Kadavu foi a mais atingida quando o centro da tempestade passou sobre a ilha. Muitas infraestruturas foram danificadas ou destruídas devido ao vento forte e à tempestade.

### Outros sistemas
Durante 19 de dezembro, o FMS relatou que Distúrbio tropical 02F havia desenvolvido cerca de 55 km (34 mi) ao nordeste de Tau no Grupo Manu'a da Samoa Americana. Nesta época, o sistema estava mal organizado com convecção atmosférica localizada a leste do centro de circulação de baixo nível das tempestades. Ao longo dos próximos dias, o sistema moveu-se para sudoeste dentro de uma área que era marginalmente favorável para desenvolvimento posterior, com boa vazão em direção aos pólos e temperaturas quentes da superfície do mar compensadas por cisalhamento do vento vertical baixo a moderado. No entanto, não se desenvolveu mais e foi notado pela última vez pela FMS em 23 de dezembro, depois que perdeu suas características tropicais e se tornou extratropical.

## Nomes de tempestade
Dentro do Pacífico Sul, uma depressão tropical é considerada como tendo atingido a intensidade de um ciclone tropical caso alcance ventos de 65 km/h, (40 mph) e é evidente que vendavais estão ocorrendo pelo menos na metade do caminho ao redor do centro. As depressões tropicais que se intensificam em um ciclone tropical entre o Equador e 25 ° S e entre 160 ° E e 120 ° W são denominadas pelo FMS. No entanto, caso uma depressão tropical se intensifique ao sul de 25 ° S entre 160 ° E e 120 ° W, ela será nomeada pelo MetService em conjunto com o FMS. Se um ciclone tropical sair da bacia e entrar na região australiana, ele manterá seu nome original. Os próximos 10 nomes na lista de nomes estão listados aqui abaixo. [240]
| - Rita - Sarai - Tino - Uesi - Vicky | - Wasi - Yasa (sem ser usado) - Zazu (sem ser usado) - Ana (sem ser usado) - Bina (sem ser usado) |  |

### Outras
Se um ciclone tropical entrar na bacia do Pacífico Sul vindo da bacia da região australiana (a oeste de 160 ° E), ele manterá o nome atribuído a ele pelo Australian Bureau of Meteorology. As seguintes tempestades foram nomeadas desta maneira :

## Efeitos sazonais
Esta tabela lista todas as tempestades que se desenvolveram no Pacífico Sul a leste da longitude 160 ° E durante a temporada de 2019-20. Inclui sua intensidade na escala de intensidade de ciclones tropicais australianos, duração, nome, ocorrências, mortes e danos.
| Nome                | Datas ativo                   | Classificação máxima                | Velocidade de vento sustentados | Pressão               | Áreas afetadas                                                     | Danos (USD)     | Fatalidades       | Refs |
| ------------------- | ----------------------------- | ----------------------------------- | ------------------------------- | --------------------- | ------------------------------------------------------------------ | --------------- | ----------------- | ---- |
| Rita                | 22 a 26 de novembro           | Ciclone tropical categoria 2        | 110 km/h (68 mph)               | 977 hPa (28.9 inHg)   | Ilhas Salomão, Vanuatu                                             | Nenhum          | Nenhum            |      |
| 02F                 | 19 a 23 de dezembro           | Distúrbio tropical                  | Não definido                    | 999 hPa (29.5 inHg)   | Ilhas Samoa                                                        | Nenhum          | Nenhum            |      |
| Sarai               | 23 de dezembro – 2 de janeiro | Ciclone tropical categoria 2        | 110 km/h (68 mph)               | 972 hPa (28.7 inHg)   | Fiji, Tonga, Niue, Ilhas Cook do Sul                               | 2 300 000 $     | 2                 |      |
| Tino                | 11 a 20 de janeiro            | Ciclone tropical severa categoria 3 | 120 km/h (75 mph)               | 970 hPa (29 inHg)     | Fiji, Niue, Ilhas Salomãolands Ilhas Samoa, Tonga, Tuvalu, Vanuatu | $5.83 milhões   | 2 (desaparecidos) |      |
| 05F                 | 24 a 25 de janeiro            | Distúrbio tropical                  | Não definido                    | 1,003 hPa (29.6 inHg) | Ilhas Samoa                                                        | Nenhum          | Nenhum            |      |
| Uesi                | fevereiro 4 – 13              | Ciclone tropical severo categoria 3 | 130 km/h (81 mph)               | 975 hPa (28.8 inHg)   | , Nova Zelândia                                                    | Menor           | Nenhum            |      |
| 07F                 | 14 a 21 de fevereiro          | Distúrbio tropical                  | Não definido                    | 998 hPa (29.5 inHg)   | Tuvalu, Ilhas Samoa, Tokelau, Niue                                 | Nenhum          | Nenhum            |      |
| 08F                 | 17 a 18 de fevereiro          | Distúrbio tropical                  | Não definido                    | 996 hPa (29.4 inHg)   | Ilhas Samoa, Niue, Ilhas Cook                                      | Nenhum          | Nenhum            |      |
| Vicky               | fevereiro 19 – 21             | Ciclone tropical categoria 1        | 75 km/h (47 mph)                | 990 hPa (29 inHg)     | Ilhas Samoa, Niue                                                  | Menor           | Nenhum            |      |
| Wasi                | 21 a 23 de fevereiro          | Ciclone tropical categoria 2        | 110 km/h (68 mph)               | 975 hPa (28.8 inHg)   | Wallis e Futuna, Ilhas Samoa                                       | Menor           | Nenhum            |      |
| Gretel              | 14 a 16 de março              | Ciclone tropical categoria 2        | 100 km/h (62 mph)               | 980 hPa (29 inHg)     | Nova Caledónia, Ilha Norfolk, Nova Zelândia                        | Nenhum          | Nenhum            |      |
| Harold              | 2 a 10 de abril               | Ciclone tropical severo categoria 5 | 230 km/h (140 mph)              | 920 hPa (27 inHg)     | Ilhas Salomão, Vanuatu Fiji, Tonga                                 | >$123.5 milhões | 3                 |      |
| Totais da temporada |                               |                                     |                                 |                       |                                                                    |                 |                   |      |
|                     | 22 de Novembro– 10 de Abril   |                                     | 230 km/h (145 mph)              | 920 hPa (27.17 inHg)  |                                                                    | $131.63 milhões |                   |      |

## Ligações externos
- World Meteorological Organization
- Australian Bureau of Meteorology
- Fiji Meteorological Service
- New Zealand MetService
- Joint Typhoon Warning Center